# Wölpinghausen
Wölpinghausen é um município da Alemanha localizado no distrito de Schaumburg, antigo condado e Principado de Eschaumburgo-Lipa, estado da Baixa Saxônia.
Pertence ao Samtgemeinde de Sachsenhagen.
A meados do século XVIII, o general ao serviço do Reino de Portugal Guilherme, Conde de Eschaumburgo-Lipa, antes de aqui morrer, desenvolveu vários esforços para o desenvolvimento agrícola e fabril local.